# Megametopon grisolaria
Megametopon grisolaria är en fjärilsart som beskrevs av Eduard Friedrich Eversmann 1848. Megametopon grisolaria ingår i släktet Megametopon och familjen mätare. Inga underarter finns listade i Catalogue of Life.